# تقرير الأمة في خطر
الأُمة في خطر: أمر إلزامي لإصلاح التعليم كان هذا هو عنوان تقرير الرئيس الأمريكي رونالد ريغان (Ronald Reagan) عام 1983 بخصوص اللجنة الوطنية للتميز التربوي. كان نشر هذا التقرير حدثًا بارزًا في تاريخ العملية التعليمية الأمريكية الحديثة. فمن بين عدة أمور، ساهم هذا التقرير في النمو الذي لم يحدث قبل ذلك مطلقًا (ولا يزال موجودًا) للشعور بأن المدارس الأمريكية قد ضعفت وتأثرت بموجة من جهود الإصلاح المحلية والحكومية والفيدرالية.

## التأسيس والتحفيز
تتكون اللجنة من 18 عضوًا ينتمون للقطاع الخاص والحكومي والتعليمي. حيث كان رئيس اللجنة ديفيد بيربونت غاردنر David Pierpont Gardner.؛ بينما سعى وزير التربية والتعليم تيريل إتش بيل لكي يُعين رئيسًا للجنة. لم يوافق الرئيس ريغان، بينما استخدم بيل سلطته كوزير لتأسيس هذه اللجنة وتعيين أعضائها.
حسبما فُهم من عنوان التقرير، فقد استجاب ميثاق اللجنة إلى ملاحظة تيريل إتش بيل في أن النظام التعليمي في الولايات المتحدة قد فشل في تلبية الحاجة الوطنية للقوة العاملة التنافسية. ومن بين الأمور الأخرى، يتطلب هذا الميثاق من اللجنة تقييم «نوعية التعليم والتعلم» في المرحلة الابتدائية والثانوية ومستوى التعليم بعد الثانوي، العام والخاص؛ ومقارنة «المدارس والكليات الأمريكية» مع تلك الموجودة في الدول الأخرى المتقدمة. ولقد كتب هذا التقرير أولاً جيمس جيه هارفي (James J. Harvey)، الذي جمع بين ملاحظات أعضاء اللجنة واللغة التي لا تُنسى في الصفحات الافتتاحية: «لقد تآكلت الأسس التعليمية الحالية في مجتمعنا عن طريق الموجة المتصاعدة من الوسطية التي تُهدد مستقبلنا بصورة كبيرة كأمة وشعب وحكومة.» «وإذا حاولت قوة أجنبية معادية أن تفرض على أمريكا أداءً تعليميًّا متوسطًا مثلما هو موجود اليوم، فينظر إليها على أنها حرب.».
ولقد شاعت اللجان الرئاسية في التعليم نسبيًا منذ تقرير ترومان في عام 1947. وتشمل المجموعات البارزة الأخرى الرئيس أيزنهاور لجنة التعليم في ما بعد المرحلة الثانوية عام (1956) والرئيس كينيدي فرقة العمل المعنية بالتعليم عام (1960) والرئيس جورج دبليو بوش لجنة مستقبل التعليم العالي، والمعروفة أيضًا بـ لجنة سبلنغز، التي قدمت اختبارًا للزعامة" (2006).

## التقرير الصادر
يستعرض التقرير دراسات مختلفة تُشير إلى تدني التحصيل الأكاديمي على الصعيدين الوطني والدولي. فعلى سبيل المثال، يُشير التقرير إلى أن متوسط تسجيل سات انخفض لأكثر من 50 نقطة في قسم قواعد اللغة وما يقرب من 40 نقطة في قسم الرياضيات خلال الفترة من 1963 - 1980. وأن هناك قرابة أربعين في المائة من اختبار الذين تتراوح أعمارهم بين 17 عامًا لم يحصلوا على استنتاجات ناجحة من المواد المكتوبة وأن هناك الخُمس فقط يمكنهم كتابة موضوع إنشائي مُقنع والثُلث فقط يمكنهم حل مشكلة رياضية تتطلب عدة خطوات. وبالرجوع إلى الاختبارات التي أجريت في السبعينيات، تشير الدراسة إلى مقارنات غير مواتية مع الطلاب خارج الولايات المتحدة: في الاختبارات الأكاديمية لتسعة عشر من الطلاب حيث لم يحصل الأمريكيين على المركزين الأول أو الثاني، وبالمقارنة مع الدول الصناعية الأخرى، كانوا في المركز الأخير لسبع مرات. ".
وردًا على هذه المشاكل وما شابهها، فقد وضعت اللجنة 38 توصية، انقسمت إلى 5 فئات رئيسة هي: المحتوى، والمعايير والتوقعات، والوقت، والتعليم، والقيادة والدعم المالي:
- المحتوى: لطلاب المدارس الثانوية (أ) 4 سنوات لتعلم اللغة الإنجليزية؛ (ب) 3 سنوات لتعلم الرياضيات؛ (ج) 3 سنوات لتعلم العلوم؛ (د) 3 سنوات للدراسات الاجتماعية؛ (هـ) نصف عام لتعلم علوم الكمبيوتر. وأوصت اللجنة أيضًا أن يتعلم الطلاب إتقان اللغة الأجنبية بدءًا من الصفوف الابتدائية.
- المعايير والتوقعات: حذرت اللجنة من تضخم الصف المدرسي وأوصت بأن يتم رفع المعايير الإدارية والاختبارات الموحدة خلال السنوات الأربعة للكلية من مستوى التعليم المدرسي إلى غيره وخاصة من المرحلة الثانوية إلى المرحلة الجامعية أو المرحلة العملية.
- الوقت: أوصت اللجنة المناطق التعليمية والهيئات التشريعية الحكومية بأن يكون اليوم الدراسي لمدة 7 ساعات يوميًا، فضلاً عن أن تتراوح السنة الدراسية ما بين 200 -220 يومًا دراسيًا."
- التعليم: أوصت اللجنة بأن تكون رواتب المعلمين قابلة للمنافسة على المستوى المهني وحساسية السوق وأن تكون على أساس الأداء وأن يُبرهن المعلمين على كفاءتهم في المناهج التعليمية."
- القيادة والدعم المالي: لاحظت اللجنة أن الحكومة الاتحادية لها دور رئيسي في المساعدة في تلبية احتياجات المجموعات الرئيسية من الطلاب مثل الموهوبين والمتفوقين والمحرومين اجتماعيًا واقتصاديًا والأقلية وطلاب الأقليات اللغوية وذوي الاحتياجات الخاصة. وأشارت اللجنة أيضًا أن الحكومة الاتحادية يجب أن تساعد أيضًا في ضمان الامتثال للحقوق الدستورية والمدنية وتقديم المساعدة المالية والبحثية والتدريب بعد التخرج. "[3]

وقد تعارض تقرير الأُمة في خطر مع المبادرات السياسة المعلنة لـ الرئيس ريغان بخصوص التعليم: «الدعوة الاختيارية تحت مظلة الرعاية المدرسية والإعفاءات الضريبية لدفع الرسوم الدراسية وإلغاء وزارة التعليم.» 
وفي الذكرى الخامسة والعشرين من إطلاق تقرير «الأُمة في خطر»، أصدرت منظمة غير حزبية المدارس الأميركية القوية تقريرًا مدرسيًا عن تقدم أُمتنا منذ التقرير الأولي. وقال تحليل المنظمة:

على الرغم من أن الحديث الوطني عن التعليم قد تغير ولن يكون هو نفسه، فجدير بالذكر أنه قد تم تطبيق القليل من التوصيات الفعلية للجنة.
والآن ليس هذا هو الوقت للمزيد من الأبحاث أو التقارير أو تأسيس اللجان. فلدينا ما يكفي من الأفكار السليمة
المدعومة بعقود من البحث لتحسين أداء المدارس الأمريكية إلى حد كبير. فالعنصر المفقود ليس هو العنصر التعليمي على الإطلاق. ولكنه هو العنصر السياسي. وحاول زعماء الولايات والحكومات المحلية، في كثير من الأحيان، سن قوانين للإصلاح من النوع الموصى به في تقرير «الأمة في خطر» ولكن تحكمها المصالح الخاصة والجمود السياسي. دون قيادة وطنية نشيطة لتحسين العملية التعليمية، لم تستطع الأنظمة المدرسية الحكومية والمحلية ببساطة التغلب على عوائق صُنع التغييرات الكبيرة اللازمة لتحسين مستويات التعليم من المرحلة الابتدائية حتى الثانوية بشكل ملحوظ.

## انتقادات
ففي عام 1990، كلف الأميرال جيمس واتكينز، وزير الطاقة، مختبرات سانديا (Sandia) في نيو مكسيكو بتوثيق التدهور المذكور في تقرير الأُمة في خطر بالبيانات الفعلية. وعندما قسم العلماء سجلات اختبار "سات" إلى مجموعات فرعية، اكتشفوا تناقض البيانات. في حين انخفض تسجيل المتوسط العام، زادت المجموعات الفرعية للطلاب. ويعرف ذلك في الإحصاءات بـ مفارقة سمبسون (Simpson's paradox). حيث قدم الثلاثة كتاب تقاريرهم. وقال ديفيد كيرنز (David Kearns) نائب وزير التعليم علنًا لكتاب التقرير "تخلصوا من هذه التقارير وإلا سنتخلص منكم" ",؛ على الرغم من هذا الاستشهاد عارضه ديان رافيتش (Diane Ravitch).؛ حيث نشرت مجلة إديوكيشن ويك مقالاً عن تقرير سانديا في عام 1991.؛ وعلى النقيض مما حصل عليه تقرير الأمة في خطر، لم يحصل تقرير سانديا على أي اهتمام تقريبًا.

## وصلات خارجية
- تقرير الأمة في خطر (نسخة بصيغة PDF)
- تقرير الأمة في خطر (نسخة بصيغة Html)
- تقرير الأمة في خطر (نسخة إضافية بصيغة PDF)